# Zutto Futari de
Zutto Futari de (ずっと二人で?) è un brano musicale della cantante giapponese j-pop Beni, pubblicato come quarto singolo estratto dall'album Bitter & Sweet il 12 agosto 2009. Il singolo è arrivato sino alla sessantasettesima posizione della classifica Oricon dei singoli più venduti in Giappone, vendendo circa 1 251 copie. Il brano è stato usato come accompagnamento per gli spot della trasmissione Ongaku Senshi MUSIC FIGHTER, trasmessa da NTV.

## Tracce
CD Singolo UPCH-80139
1. Zutto Futari de (ずっと二人で)
2. stardust
3. With U
4. The Boy Is Mine feat. Tynisha Keli

Durata totale: 14:39

## Classifiche
| Classifica (2009) | Posizione più alta |
| ----------------- | ------------------ |
| Giappone (Oricon) | 67                 |